# Cezar (sałatka)

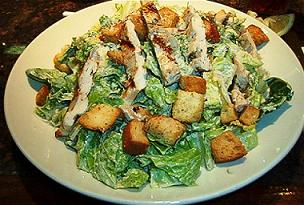
Jedna z odmian sałatki Cezar z dodatkiem grillowanego kurczaka

Cezar – rodzaj popularnej sałatki, której głównymi składnikami są sałata rzymska, grzanki i parmezan.
Za twórcę sałatki Cezar uważa się Caesara Cardiniego, pochodzącego z Włoch kucharza, który był właścicielem restauracji w meksykańskim mieście Tijuana. Według jego córki, Rosy, Cardini wymyślił tę sałatkę w roku 1924, kiedy pewnego dnia w kuchni skończyły mu się zapasy i musiał ugotować coś z tego, co mu zostało w spiżarni. Jest to najpopularniejsza historia powstania sałatki Cezar, ale nie brakuje też innych wersji.

## Przepis
Według oryginalnej receptury do przygotowania sałatki Cezar potrzebne są:

- sałata rzymska
- sos Worcestershire
- starty ser parmezan
- grzanki
- sól
- oliwa o smaku czosnkowym
- czosnek
- ocet winny
- sok z cytryny
- surowe jajko
- świeżo starty pieprz

Istnieją także inne warianty tej sałatki. Popularne są wersje z dodatkiem kurczaka, anchois lub innymi rodzajami sałaty czy sera.